# Vèira e Monton
Veira-Monton (en francès Veyre-Monton) és un municipi francès situat al departament del Puèi Domat i a la regió d'Alvèrnia-Roine-Alps. L'any 2007 tenia 3.335 habitants.

## Demografia

### Població
El 2007 la població de fet de Veyre-Monton era de 3.335 persones. Hi havia 1.304 famílies de les quals 228 eren unipersonals (88 homes vivint sols i 140 dones vivint soles), 500 parelles sense fills, 496 parelles amb fills i 80 famílies monoparentals amb fills.
La població ha evolucionat segons el següent gràfic:
Habitants censats

### Habitatges
El 2007 hi havia 1.426 habitatges, 1.334 eren l'habitatge principal de la família, 26 eren segones residències i 66 estaven desocupats. 1.353 eren cases i 73 eren apartaments. Dels 1.334 habitatges principals, 1.191 estaven ocupats pels seus propietaris, 115 estaven llogats i ocupats pels llogaters i 28 estaven cedits a títol gratuït; 1 tenia una cambra, 30 en tenien dues, 109 en tenien tres, 379 en tenien quatre i 815 en tenien cinc o més. 1.095 habitatges disposaven pel capbaix d'una plaça de pàrquing. A 404 habitatges hi havia un automòbil i a 874 n'hi havia dos o més.

### Piràmide de població
La piràmide de població per edats i sexe el 2009 era:
| Homes | Edats   | Dones |
| ----- | ------- | ----- |
| 0     | 95 o +  | 2     |
| 0     | 90 a 94 | 3     |
| 6     | 85 a 89 | 3     |
| 15    | 80 a 84 | 14    |
| 36    | 75 a 79 | 43    |
| 38    | 70 a 74 | 68    |
| 64    | 65 a 69 | 59    |
| 85    | 60 a 64 | 66    |
| 122   | 55 a 59 | 100   |
| 176   | 50 a 54 | 162   |
| 151   | 45 a 49 | 186   |
| 192   | 40 a 44 | 150   |
| 102   | 35 a 39 | 119   |
| 104   | 30 a 34 | 112   |
| 82    | 25 a 29 | 75    |
| 83    | 20 a 24 | 95    |
| 146   | 15 a 19 | 136   |
| 75    | 10 a 14 | 140   |
| 100   | 5 a 9   | 112   |
| 87    | 0 a 4   | 59    |

## Economia
El 2007 la població en edat de treballar era de 2.368 persones, 1.685 eren actives i 683 eren inactives. De les 1.685 persones actives 1.587 estaven ocupades (847 homes i 740 dones) i 98 estaven aturades (34 homes i 64 dones). De les 683 persones inactives 320 estaven jubilades, 208 estaven estudiant i 155 estaven classificades com a «altres inactius».

### Ingressos
El 2009 a Veyre-Monton hi havia 1.444 unitats fiscals que integraven 3.598 persones, la mediana anual d'ingressos fiscals per persona era de 23.507 €.

### Activitats econòmiques
Dels 151 establiments que hi havia el 2007, 3 eren d'empreses alimentàries, 1 d'una empresa de fabricació de material elèctric, 9 d'empreses de fabricació d'altres productes industrials, 31 d'empreses de construcció, 31 d'empreses de comerç i reparació d'automòbils, 8 d'empreses de transport, 6 d'empreses d'hostatgeria i restauració, 1 d'una empresa d'informació i comunicació, 9 d'empreses financeres, 7 d'empreses immobiliàries, 21 d'empreses de serveis, 15 d'entitats de l'administració pública i 9 d'empreses classificades com a «altres activitats de serveis».
Dels 42 establiments de servei als particulars que hi havia el 2009, 1 era una gendarmeria, 1 oficina de correu, 7 tallers de reparació d'automòbils i de material agrícola, 1 taller d'inspecció tècnica de vehicles, 5 paletes, 7 guixaires pintors, 8 fusteries, 4 lampisteries, 1 electricista, 2 perruqueries, 2 restaurants, 2 agències immobiliàries i 1 saló de bellesa.
Dels 9 establiments comercials que hi havia el 2009, 1 era un supermercat, 1 una botiga de menys de 120 m², 2 fleques, 1 una carnisseria, 2 llibreries i 2 floristeries.
L'any 2000 a Veyre-Monton hi havia 21 explotacions agrícoles que ocupaven un total de 504 hectàrees.

## Equipaments sanitaris i escolars
L'únic equipament sanitari que hi havia el 2009 era una farmàcia.
El 2009 hi havia 1 escola maternal i 1 escola elemental.

## Poblacions més properes
El següent diagrama mostra les poblacions més properes.